# 奥利弗·库克
奥利弗·库克（英語：Oliver Cook，1990年6月5日—），英国男子赛艇运动员。他曾代表英国参加世界赛艇锦标赛，获得一枚金牌和一枚铜牌。他也曾参加2020年夏季奥运会。